# Elle Kari
Elle Kari, auch Elle Kari aus Lappland (Originaltitel: Elle Kari), ist der Titel eines Buches der schwedischen Schriftstellerin Elly Jannes mit Fotos von Anna Riwkin-Brick. 1951 erschien das Buch bei Rabén & Sjögren als erstes Buch in der Reihe Kinder unserer Erde, für die später auch Autorinnen wie Astrid Lindgren, Leah Goldberg, Eugénie Söderberg, Vera Forsberg und Cordelia Edvardson die Texte beisteuerten. Ein Jahr später brachte der Oetinger Verlag das Buch auch in Deutschland heraus.

## Inhalt
Elle Kari ist beinah vier Jahre alt und lebt in Lappland. Dort wohnt sie im Winter in einem Haus und im Sommer in einer Hütte aus Baumstämmen und Torf. Elle Kari liebt Tjappo, den Hund ihres Vaters. Eines Tages ist Tjappo verschwunden. Elle Kari ist unglaublich traurig. Doch dann erzählt ihre Mutter Elle Kari, dass Tjappo mit ihrem Vater den Sommer über im Hochgebirge ist. Dort sorgt er dafür, dass die Wölfe nicht die kleinen Rentierkinder reißen. Als es Herbst wird, kommt Tjappo gemeinsam mit den Rentieren zurück. Elle Kari ist überglücklich. Als Elle Kari abends einschläft, bewacht Tjappo diese und überlegt, dass er beim nächsten Mal wieder in die Berge will, aber nur wenn Elle Kari mitkommt.

## Hintergrund
Elle Kari ist das erste von insgesamt 15 Büchern aus der Reihe Kinder unserer Erde.  Die Geschichte basiert auf wahren Begebenheiten. Allerdings wurden einige Dinge geändert.
Die Zusammenarbeit von Elly Jannes und Anna Riwkin startete bereits vor Erstellung des Buches. So sollten die beiden im Rahmen der UNESCO ein Fotobuch über das indigene Volk der Samen machen. Das Fotobuch mit dem Titel Nomaden des Nordens (Originaltitel: Vandrande) war an erwachsene Leser gerichtet. Während dieser Arbeit fotografierte Riwkin auch ein kleines Mädchen namens Elle Kari und zeigte diese Aufnahmen Elly Jannes. Elly Jannes schlug vor, dass Riwkin nicht nur das Buch für Erwachsene, sondern auch eines für Kinder erstellen sollte. Dieses wurde schließlich, mit Elly Jannes Text, im Jahr 1951 veröffentlicht. Das Buch war nicht nur Anna Riwkin-Brick's erstes Fotobuch für Kinder, sondern auch das erste schwedische Fotobuch, die das Alltagsleben eines Kindes in einer fortlaufenden Geschichte darstellt. Das Buch war ein sofortiger Erfolg. Es wurde in achtzehn verschiedene Sprachen übersetzt. Die erste Ausgabe in Deutschland allein verkaufte sich über 25.000 mal.
Elle Kari erlangte nach dem Erscheinen des Buches eine plötzliche Berühmtheit. So wurde in Zeitungen und in Zeitschriften noch lange über sie berichtet, selbst als sie bereits in einem jugendlichen Alter war. Als Elle Kari in den 1970er Jahren selbst eine Tochter hatte, wurde ein schwedischer Dokumentarfilm über die Tochter gedreht.

## Dokumentarfilm aus Israel
In Israel war die Serie Kinder unserer Erde, zu der auch Elle Kari gehört, ein großer Erfolg. Letzterer basierte auch auf den Übersetzungen der Dichterin Leah Goldberg. Im Jahr 2014 drehte die israelische Regisseurin Dvorit Shargal einen 50-minütigen Dokumentarfilm mit dem Titel Where is Elle-Kari and what happened to Noriko-san?. Der Film war ein großer Erfolg, so dass sieben Geschichten der Reihe Kinder unserer Erde in Israel neu aufgelegt wurden, darunter auch Elle Kari. In dem Dokumentarfilm sucht die Regisseurin Dvorit Shargal Elle Kari in ihrem Zuhause auf, wo diese von ihrem Leben berichtet. Außerdem spricht sie mit der Tochter von der Autorin Elly Jannes, die nach Elle Kari benannt wurde.

## Ausgaben
- Elle Kari, Rabén & Sjögren, 1951, schwedische Ausgabe
- Elle Kari, 1952, US-amerikanische Ausgabe
- Elle Kari, Oetinger Verlag, 1952, deutsche Ausgabe, ohne Angabe des Übersetzers